# Гарвардський коледж
Гарвардський коледж в Кембриджі, штат Массачусетс, є одним з двох коледжів в Гарвардському університеті і надаються випускникам ступінь бакалавра. Заснований в 1636 році, є найстарішим ВНЗ США і одним з найпрестижніших у світі.
Гарвардський коледж, який є частиною факультету мистецтв і наук, є традиційною програмою бакалаврату Гарвардського університету. Конкурс на вступ надзвичайно високий, оскільки лише 5% абітурієнтів приймаються на навчання в останні роки. Студенти Гарвардського коледжу беруть участь у понад 450 позауніверситетських організаціях, і майже всі живуть у студентському містечку. 
Коледж виховав багато видатних випускників, включаючи високопоставлених політиків, відомих науковців та керівників підприємств. 

## Історія
Коледж виник у 1636 році. У 1638 році коледж став домом для першої відомої друкарні в Північній Америці, яку перевозив корабель John of London.
Через три роки коледж був перейменований на честь померлого міністра Чарльзтауна Джона Гарварда (1607–1638), який заповів школі всю свою бібліотеку та половину свого грошового статку.